# Нодзима, Кадзусигэ
Кадзусигэ Нодзима (яп. 野島 一成 Нодзима Кадзусигэ, 20 января 1964 года, Саппоро, Япония) — японский сценарист, пишущий сценарии для компьютерных игр. До 2003 года работал в компаниях Square и Square Enix, где прославился, участвуя в популярных ролевых проектах. Наибольшую известность получил как сценарист игр серии Final Fantasy: Final Fantasy VII, Final Fantasy VIII, Final Fantasy X, Final Fantasy X-2, а также как один из авторов серии Kingdom Hearts. Позже уволился из компании, но продолжил сотрудничество с ней в качестве фрилансера. Является основателем и руководителем студии Stellavista, затем занимался разработкой игр серии Fabula Nova Crystallis Final Fantasy, продумывая мифологию вымышленных миров.

## Участие в проектах
- Tantei Jingūji Saburō: Kiken na Futari (1988—1989) — автор сценария
- Hercules no Eikō II: Titan no Metsubō (1989) — автор сценария
- Tantei Jingūji Saburō: Toki no Sugiyuku mamani… (1991) — автор сценария
- Hercules no Eikō III: Kamigami no Chinmoku (1992) — автор сценария
- Hercules no Eikō IV: Kamigami kara no Okurimono (1994) — автор сценария
- Bahamut Lagoon (1996) — руководитель
- Final Fantasy VII (1997) — автор сценария (совместно Ёсинори Китасэ)
- Final Fantasy VIII (1999) — автор сценария
- Final Fantasy X (2001) — автор сценария
- Kingdom Hearts (2002) — автор сценария (совместно с Дайсукэ Ватанабэ и Дзюном Акиямой)
- Final Fantasy X-2 (2003) — автор сценария (совместно с Дайсукэ Ватанабэ)
- Before Crisis: Final Fantasy VII (2004) —  главный сценарист
- Kingdom Hearts: Chain of Memories (2004) — главный сценарист
- Final Fantasy VII Advent Children (2005) — автор сценария
- Kingdom Hearts II (2005) — автор сценария
- Crisis Core: Final Fantasy VII (2007) — автор сценария
- Super Smash Bros. Brawl (2008) — автор сценария приключенческого режима The Subspace Emissary (совместно Масахиро Сакураи)
- Glory of Heracles (2008) — автор сценария
- Sakura Note (2009)[3] — автор сценария
- Final Fantasy XIII (2009) — концепция сценария
- Final Fantasy Type-0 (2011) — концепция сценария
- Final Fantasy XIII-2 (2009) — концепция сценария
- Sol Trigger (2012) — автор сценария
- Final Fantasy XV (2016) — автор сценария
- Final Fantasy VII Remake (2020) — автор сценария